# Xiao Wen Ju
Xiao Wen Ju (雎晓雯), occidentalizzazione del nome di Ju Xiaowen (Xi'an, 19 maggio 1989) è una modella cinese.

## Biografia
Xiao Wen Ju ha iniziato la propria carriera nel mondo della moda nel 2010 a diciotto anni, grazie ad un contratto con l'agenzia di moda internazionale IMG Models, grazie al quale a febbraio debutta sulle passerelle di New York, sfilando per DKNY e Phillip Lim. Nei periodi successivi la modella ha inoltre sfilato per Prada, Hermes, Emanuel Ungaro, Thierry Mugler, Louis Vuitton, Rochas e Alexander Wang.
Xiao Wen Ju è inoltre stata testimonial per la campagna promozionale di Lane Crawford, ed è comparsa sulle copertine dell'edizione cinese di Harper's Bazaar, di Vogue, di iLook, di Madame Figaro e di Marie Claire, oltre che sulla copertina dell'edizione francese di French Revue De Modes.

## Agenzie
- IMG Models - Parigi[1], New York[1], Londra[1], Milano[1]
- Bravo Models - Tokyo[4]